# Chepoix
Chepoix ist eine französische Gemeinde mit 457 Einwohnern (Stand: 1. Januar 2022) im Département Oise in der Region Hauts-de-France (vor 2016 Picardie). Sie liegt im Arrondissement Clermont und ist Teil der Communauté de communes de l’Oise Picarde und des Kantons Saint-Just-en-Chaussée (bis 2015 Breteuil). Die Einwohner werden Chepoisiens genannt.

## Geographie
Chepoix liegt etwa 42 Kilometer nordöstlich von Beauvais. Umgeben wird Chepoix von den Nachbargemeinden Bacouël im Norden, Le Mesnil-Firmin im Norden und Nordosten, Sérévillers und Plainville im Nordosten, La Hérelle im Osten und Nordosten, Mory-Montcrux im Osten und Südosten, Ansauvillers im Süden, Bonvillers im Südwesten sowie Beauvoir im Westen.

## Einwohner
| 1962                      | 1968 | 1975 | 1982 | 1990 | 1999 | 2006 | 2013 |
| ------------------------- | ---- | ---- | ---- | ---- | ---- | ---- | ---- |
| 327                       | 287  | 259  | 271  | 297  | 302  | 357  | 395  |
| Quelle: Cassini und INSEE |      |      |      |      |      |      |      |

## Sehenswürdigkeiten
Siehe auch: Liste der Monuments historiques in Chepoix
- Kirche Saint-Léger aus dem 16. Jahrhundert
- Grabeskapelle von Joseph Bellemère aus der Mitte des 20. Jahrhunderts, seit 2011 Monument historique

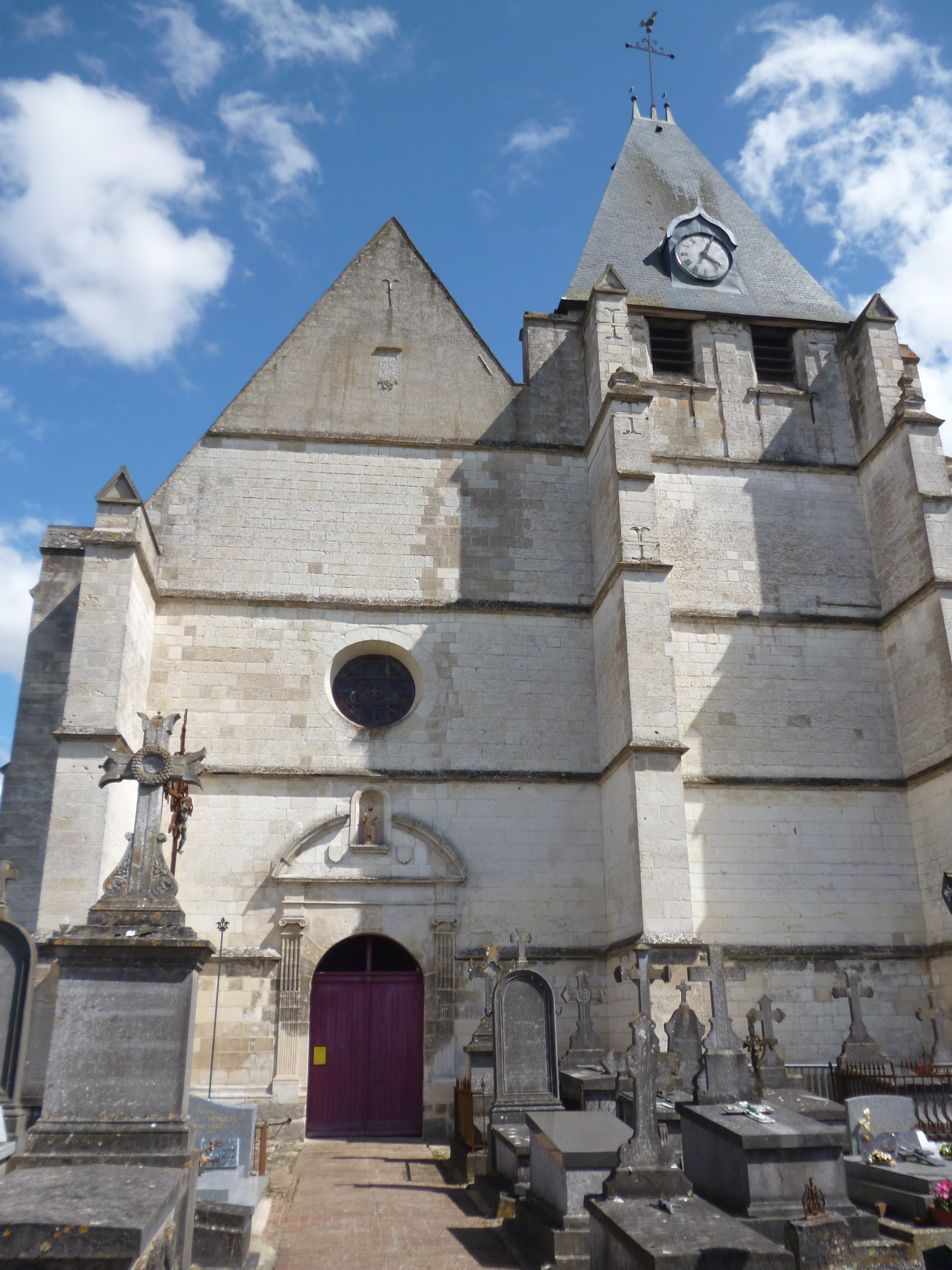
Kirche Saint-Léger